# Altes Rathaus (Rosenheim)

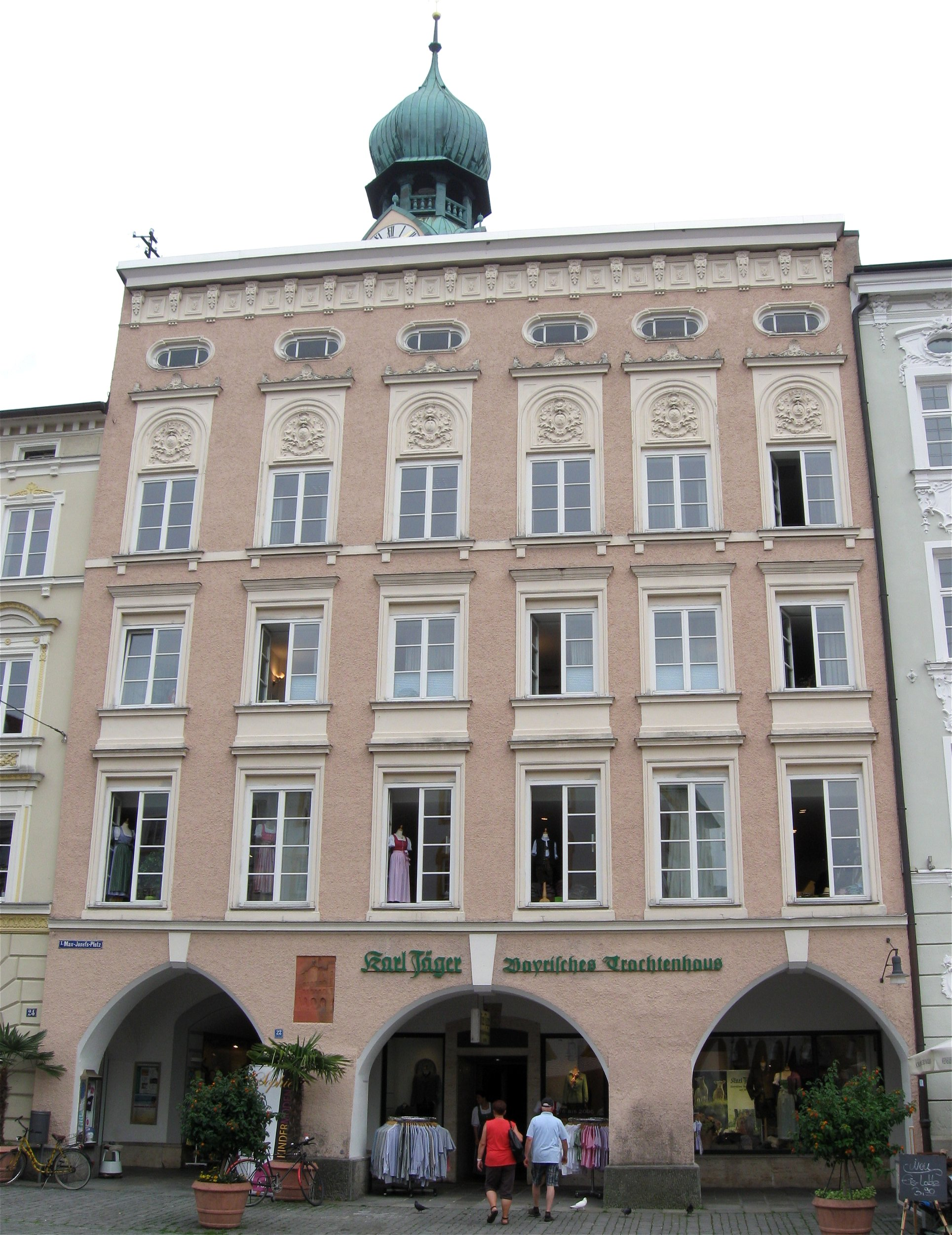
Max-Josefs-Platz 22

Das alte Rathaus Rosenheim, Max-Josefs-Platz 22, diente der oberbayerischen Stadt Rosenheim als Rathaus, bis es im Jahr 1878 vom damaligen Bahnhof abgelöst wurde.

## Architektur
Das ursprünglich gotische Gebäude wurde im Laufe der Jahrhunderte mehrfach umgebaut. Es besitzt drei Arkadenbögen und einen Durchgang zur Nikolauskirche. Johann Klepper ließ das alte Rathaus aufstocken und die Fassade im spätklassizistischen Stil umgestalten.

## Geschichte
Seit der Mitte des 16. Jahrhunderts wurde das Gebäude von der Stadt Rosenheim – damals noch Markt – als Rathaus genutzt. Auf dem Max-Josefs-Platz vor dem Gebäude wurde damals jeden Donnerstag der Getreidemarkt, genannt Schranne, abgehalten. Die Getreidegewölbe im Erdgeschoss und die Schrannenschreiberei blieben bis ins 19. Jahrhundert bestehen. Im Jahr 1878 erwarb die Stadt das ehemalige Bahnhofsgelände an der Königsstraße und nutzte es fortan als Rathaus. Das alte Rathaus wurde vom Schneidermeister Johann Klepper erworben, der dort ab 1907 die ersten ein- und zweisitzigen Faltboote baute und damit den Grundstein für die Klepper Faltbootwerft legte.